# Tillandsia rhomboidea
Tillandsia rhomboidea är en gräsväxtart som beskrevs av Éduard-François André. Tillandsia rhomboidea ingår i släktet Tillandsia och familjen Bromeliaceae. Inga underarter finns listade i Catalogue of Life.